# ميلان-سان ريمو 2009
ميلان-سان ريمو 2009 هو سباق دراجات هوائية أقيم بتاريخ 21 مارس، تكون السباق من مرحلة واحدة وامتدّ لمسافة 298 كم بسرعة 44.42 كم/س، استغرق السباق 6 ساعة 42 دقيقة 32 ثانية. فاز به البريطاني مارك كافنديش وحلّ ثانيا الألماني هاينريش هوسلر بينما حصل على المركز الثالث النرويجي تور هوسهوفد.

## الترتيب
| م                     | الدرّاج        | البلد           | الزمن                    |
| --------------------- | ------------- | --------------- | ------------------------ |
| الفائز بالترتيب العام | مارك كافنديش  | المملكة المتحدة | 6 ساعة 42 دقيقة 32 ثانية |
| الثاني                | هاينريش هوسلر | ألمانيا         |                          |
| الثالث                | تور هوسهوفد   | النرويج         |                          |